# Osei Kwadwo
Osei Kwadwo, né vers 1735 et mort en 1777, est le quatrième Asantehene de l'Empire Ashanti qui règne de 1764 à 1777. Il appartient à la maison dynastique d'Osei Tutu Ier en accord avec le principe de rotation dynastique du matriclan Oyoko. Il accède au trône en 1764 après l'abdication de Kusi Obodom.
Son règne est marqué par l'émergence d'un conflit dynastique centré sur le bannissement de l'Asantehemaa Akyaama qui aura des répercussions pendant un siècle. Sur le plan administratif, il mène des réformes majeures que les historiens surnomment la révolution kwadwoïenne. Celles-ci visent à centraliser le pouvoir à Kumasi, renforcer le contrôle militaire, et établir une administration civile pour les provinces.
Osei Kwadwo s'engage dans plusieurs campagnes militaires et consolide les territoires conquis de l'Empire. Ses efforts contribuent à stabiliser les frontières intérieures, à réprimer des révoltes, et à étendre l'influence ashanti sur des royaumes voisins tels que le royaume d'Akwamu. Il tente d'envahir les Fanti mais se confronte à un échec à cause de leurs relations avec les Britanniques.
Il meurt en 1777 et laisse le pays dans un nouveau conflit dynastique qui oppose les descendants d'Akyaama et Konadu Yaadom. Les soutiens du jeune Osei Kwame Panyin, fils biologique d'Akyaama, l'installent par la force au lieu de l'héritié désigné par Osei Kwadwo.

## Biographie

### Jeunesse
Osei Kwadwo est le fils d'Owusu Afriyie, fils d'Osei Tutu Ier, et d'Akua Friyie, sœur de Kusi Obodom. Il appartient donc à la maison dynastique (ntoro) d'Osei Tutu au sein du clan Oyoko. Selon la lecture généalogique ashanti, son ascendance est immaculée puisqu'il descend par son père et par sa mère du lignage royal. En effet, il est issu d'un mariage entre cousins. En omettant Kusi Obodom, la nomination d'Osei Kwadwo met en oeuvre le principe de rotation de pouvoir entre les maisons d'Osei Tutu et d'Opoku Ware.
Son lignage est issu d'Aberafi Yaa, la seule royale (femme du clan Oyoko dont la descendante a un droit d'accès au trône royale) ayant survécu au raid d'Ebiri Moro mené en 1718 durant le règne d'Osei Tutu Ier et dont le but était de provoquer l'extinction de la lignée royale. Osei Kwadwo représente donc le prétendant idéal aux yeux de la constitution ashantie. Aberafi Yaa est dès lors l'ancêtre de toutes les royales Oyoko.

### Règne

#### Conflits dynastiques
À cause de son impopularité grandissante, de son grand âge et de son état de santé, l'Asantehene Kusi Obodom abdique en faveur d'Osei Kwadwo en 1764.
Durant le règne d'Osei Kwadwo, un important conflit l'oppose à Akyaama, l'Asantehemaa. Une faute majeure est commise et provoque son bannissement, ainsi que celui de son yafunu (branche dynastique issue d'une même matrice) vers 1770,. Pour la bonne compréhension, il est important de noter que l'Empire est divisé en deux blocs d'États importants au Nord et au Sud. Le bloc Nord est dirigé par Mampon et Juaben d'où descendent les filiations patrilinéaires des Asantehene tandis que le bloc Sud est dirigé par Kokofu et Bekwai d'où provient le lignage matrillinéaire. C'est à Kokofu que réside jusqu'alors le trône des Asantehemaa. 
Il installe Konadu Yaadom sur le trône d'Asantehemaa et approuve son mariage avec le Mamponhene, précédemment marié à Akyaama, permettant de l'effacer de la généalogie officielle. Il en profite pour rapatrier le trône de l'Asanteheme de Kokofu à Kumasi afin de centraliser le pouvoir. Se faisant, Osei Kwadwo renforce et sécurise le droit d'accession au trône aux deux maisons dynastiques ainsi que la force de la constitution qui régit les chefferies fondatrices de l'Empire. Cette situation provoque cependant la dissension au sein des chefferies au Nord de l'Empire, proche du Mamponhene dont le pouvoir diminue.

#### RévolutionKwadwoïenne
Osei Kwadwo hérite des délimitations territoriales mises en place par Opoku Ware. Chacun des chefs de ces divisions peut donc également défendre son territoire, ce qui provoque des conflits internes. Durant le règne d'Osei Kwadwo, une guerre oppose notamment le Mamponhene et le Juabenhene pour le contrôle des territoires septentrionaux de l'Empire. Cette structure décentralise les pouvoirs aux tributaires qui tendent également à se révolter.
Différents historiens estiment que le règne d'Osei Kwadwo est caractérisé par le déclenchement d'une succession de réformes sur le plan des affaires intérieures afin de centraliser les pouvoirs et créer une structure administrative. Ils lui donnent le nom de Kwadwoan revolution in government (révolution Kwadwoïenne du gouvernement). Il commence par renforcer son contrôle sur le gouvernement (Gyase) en créant une nouvelle subdivision militaire semblable à une armée organisée dont l'objectif est d'assurer le respect des directives de l'Asantehene. Cette action met rapidement un terme aux conflits internes encore en vigueur depuis les réformes d'Opoku Ware Ier.
Ses réformes suivantes passent par la création d'une nouvelle administration civile pour gouverner les provinces du sud de l'Empire ashanti. Il désigne des amradofo (consul, magistrat ou gouverneur) pour assurer la gouvernance des forts coloniaux.
Pendant son règne, Osei Kwadwo crée l'Akwanmofohene (inspecteur en chef des nuisances sur les routes). Cette fonction dirige l'Akwanmofo qui est responsable de l'entretien et de la sécurité sur les routes de l'Empire Ashanti. Le premier à être nommé au bureau d'Akwanmofohene fut Adabo, fils de Kusi Obodom.

#### Affaires étrangères
Osei Kwadwo s'est engagé dans la guerre contre Banda après le meurtre de commerçants Ashanti dans l'État,. L'État de Banda est soutenu par Gyaman, Denkyira, Wassa et l'Empire Kong. La campagne militaire commence en bataille ouverte à laquelle Banda résiste à deux reprises. Lors de la troisième offensive, ils sont subjugués. Sous le règne de Kusi Obodom, une alliance s'est formée entre les États côtiers, notamment Akyem, Wassa, Denkyira, Twifo et Fanti. Cette alliance est formée pour s'opposer à l'expansionnisme Ashanti vers la Côte de l'Or. À la fin des années 1750, l'alliance s'est désintégrée à la suite du retrait des Fanti ainsi qu'au déclin des relations avec son confrère Denkyira,. En juin 1765, Osei Kwadwo rouvre le conflit contre la coalition. Les armées de Wassa et Twifo fuient en territoire Fanti, mais les troupes Akyem sont vaincues,. En conséquence, Akyem Abuakwa est conquis dans l'Empire Ashanti. Cette conquête permet aux Ashanti d'ouvrir la 5e Grande Route en 1766,.
En 1765, Osei Kwadwo établit un camp militaire dans le territoire Fanti d'Abora à la suite d'un accord entre les Ashanti et les Fanti. La base est formée pour favoriser les attaques contre Wassa,. Dans le processus de cette occupation, les Fanti restent méfiants à l'égard des Ashanti, car cet accord provoque le déclin des relations entre les États côtiers. Ils refusent de partager le butin de guerre contre Akyem et réduisent en esclavage des ashantis venus se nourrir sur leurs territoires. Cette attitude hostile suscite l'interrogation et Osei Kwadwo envoie des émissaires afin d'enquêter, cependant ils sont capturés. Il déclare alors la guerre et une confrontation importante a lieu entre le 17 et le 28 juin 1765. Cependant, le conflit ne dépasse pas cette échelle. En raison d'une mauvaise logistique Osei Kwadwo et son armée se retirent vers l'intérieur des terres.
En juillet 1772, il envoie des émissaires aux trois forts d'Accra afin de percevoir le tribut auprès des anglais, néerlandais et danois. Si les deux derniers répondent favorablement à la requête, les Britanniques y voient un dilemme. Après avoir fourni des armes aux Fanti, ils estiment mal avisés de payer l'ennemi des Fantis. Ces derniers prennent connaissance de la requête de l'Asantehene et mobilisent une armée à proximité d'Accra en vue d'intercepter les émissaires sur le chemin du retour vers Kumasi. Les trois émissaires déjouent le piège et Osei Kwadwo fait avancer son armée vers Accra en décembre 1772. Il espère profiter de cette situation pour envahir les dernières poches Fanti, mais l'invasion échoue. Une nouvelle offensive, en 1776, se résulte par une nouvelle défaite ashanti.
Sous son prédécesseur, Kusi Obodom, les relations Ashanti-Dahomey se sont détériorées. Après l'ascension du roi dahoméen Kpengla à la fin du XVIIIe siècle, il envoie une ambassade avec des cadeaux à Kumasi pour améliorer les relations entre les deux États. Osei Kwadwo rétribua ce geste en envoyant une ambassade à Abomey, la capitale du Dahomey. L'historien Wilks émet l'hypothèse que c'est à travers ces échanges de missions entre les deux chefs que les collines du Togo se sont affirmées comme zone neutre entre Ashanti et Dahomey.
Au terme de son règne, il parvient à consolider les territoires intérieurs de l'Empire en réprimant plusieurs révoltes, reconquérir les territoires Wassa et définitivement soumettre le royaume d'Akwamu, Akwapim et Sehwi à l'autorité ashanti.

### Décès
Avant sa mort, Osei Kwadwo fait d'Opoku Kwame, fils de Konadu Yaadom, son successeur,. Les membres de la famille et les conseillers d'Osei Kwadwo décident d'ignorer les souhaits de l'ancien dirigeant, menant à un conflit de succession dans lequel Osei Kwame Panyin, encore trop jeune, obtient un important soutien. Ce conflit oppose les dirigeants de Kokofu ayant perdu du pouvoir à la suite du conflit dynastique avec Akyaama et la perte de leur prérogative sur le trône de l'Asantehemaa, et les dirigeants de Mampong liés par mariage aux Asantehemaa et dont les enfants ont un droit de succession. Les Bretuo (abusua influent) de Mampong interviennent par la force à Kumasi avec le soutien des provinces du nord. Osei Kwame est alors installé par la force, sans respect des règles de succession dynastiques.